# Коста Цонев
Коста Цонев — болгарський актор. Народний артист Болгарії (1976). Лауреат Димитровської премії (1980). Почесний громадянин Софії. Депутат Народних зборів 39-го і 40-го скликань.
Народився 29 липня 1929 р. Закінчив Інститут театрального мистецтва в Софії (1952). Дебютував у кіно 1959 р. Популярність йому принесла роль інспектора Боєва у кінодетективах «Пан Ніхто» (1969) і «Немає нічого кращого за погану погоду» (1971).
Знявся в українських телесеріалах «Овід» (1980, Рікардо) й «У пошуках капітана Гранта» (1985). Зіграв Френка Гаррета у кінокартині Миколи Мащенка «Паризька драма» (1984, Диплом журі за виконання цієї ролі XVII Всесоюзного кінофестивалю, Київ, 1984). Помер 25 січня 2012 року.